# Parallelia curvata
Parallelia curvata là một loài bướm đêm trong họ Erebidae.